# 蝙蝠小子崛起
《蝙蝠小子崛起》（英語：Batkid Begins）是由华纳兄弟影业于2015年在美国上映的一部纪录片，由达娜·奈克曼担任导演、联合制片及联合编剧。该纪录片记录的是美国儿童及癌症患者迈尔斯·斯科特（Miles Scott）的故事。他的梦想是成为“蝙蝠小子”，这是同名漫画超级英雄蝙蝠侠的同伴。当这个愿望被公开后，成千上万的志愿者、市政公务人员、企业和支持者们聚集起来，他们在2013年11月15日将美国加利福尼亚州的旧金山市装扮成了蝙蝠侠的故乡——“哥谭市”。这是愿望成真基金有史以来规模最大也最复杂的项目。